# Prism Sympathy
「Prism Sympathy」（プリズム・シンパシー）は、StylipSの楽曲。こだまさおりが作詞、高田暁が作曲を手掛けた。ユニットの4枚目にして、豊田萌絵・伊藤美来加入後の初のシングルとして2013年7月24日にLantisから発売された。

## 音楽性
本曲は、テレビアニメ『Fate/kaleid liner プリズマ☆イリヤ』のエンディングテーマに起用された。イリヤのファンタジー的な雰囲気を反映させたような、スピード感のあるキラキラした、未来へ突き進む曲。サビは伸ばす音が多いためメンバー全員が意気投合するよう意識したという。
歌詞は豊田萌絵によれば「先輩から見た」StylipSを歌っており、レコーディングでは能登有沙のおかげで「気持ちを強く込めることができた。」とも語っている。他方能登は、スタッフの助言でメンバーが2人したことにより「自由に歌った」という。なお最後に収録を行なった松永真穂は、「自分らしさに加え、メンバーとの調和を意識した」という。
PVは迷子になった松永を探した後、キラキラしたものを見つける内容になっているが、松永の演技があまりにも迫真的であったためメンバーからは「迷子キャラ」と言われたと言う。ちなみに恒例の食事シーンでは松永1人でメンバー4人分を平らげたという。ダンスシーンはグループでは初となるソロパートが採用されており、衣装も、リボンが付きの胸元を少し強調したスパンコールのベストや、ミニスカートなどのセクシーさとかわいらしさを兼ね備えたものが採用されている。

## シングルリリース
2013年7月24日にLantisから発売された。StylipSのシングルとしては前作「Choose me♡ダーリン」から11か月ぶり、新体制後としては初のリリースとなる。
初回限定盤（LACM-34112）と通常盤（LACM-14112）の2種リリースで、初回限定盤には本曲のPVを収録したDVDが同梱されている。なお通常盤のジャケットにはイリヤスフィール・フォン・アインツベルン、美遊・エーデルフェルト、遠坂凛、ルヴィアゼリッタ・エーデルフェルトのイラストが描かれている。
2曲目「ツナグキズナ･ツツムコドク」は、能登有沙曰く「しっとりとした大人っぽい曲」で、メンバー全員およびファンへのエールであるという。
3曲目「Brand-new Style!! 〜魔法みたいなShow time〜（Step Two）」は、1stシングル「STUDY×STUDY」のカップリングのアレンジバージョン。新メンバー加入に伴い伊藤美来と豊田萌絵の名前が歌詞に散りばめられている他、曲調もファンと一体になったライブ感のある内容に変更されている。

## シングル収録内容
| 全編曲: 高田暁。 |                                                                                         |              |           |       |
| #                | タイトル                                                                                | 作詞         | 作曲      | 時間  |
| 1.               | 「Prism Sympathy」(テレビアニメ『Fate/kaleid liner プリズマ☆イリヤ』エンディングテーマ) | こだまさおり | 高田暁    | 4:04  |
| 2.               | 「ツナグキズナ･ツツムコドク」                                                           | こだまさおり | 高田暁    | 4:11  |
| 3.               | 「Brand-new Style!! 〜魔法みたいなShow time〜（Step Two）」                             | 島田カイエ   | 森慎太郎  | 4:01  |
| 4.               | 「Prism Sympathy（inst.）」                                                             |              |           | 4:04  |
| 5.               | 「ツナグキズナ･ツツムコドク（inst.）」                                                  |              |           | 4:11  |
| 6.               | 「Brand-new Style!! 〜魔法みたいなShow time〜（Step Two/inst.）」                       |              |           | 4:01  |
| 合計時間:        | 合計時間:                                                                               | 合計時間:    | 合計時間: | 24:33 |

| #  | タイトル                                      | 作詞 | 作曲・編曲 |
| -- | --------------------------------------------- | ---- | ---------- |
| 1. | 「Prism Sympathy」(MUSIC VIDEO)               |      |            |
| 2. | 「Prism Sympathy (DANCE STYLE)」(MUSIC VIDEO) |      |            |
| 3. | 「導かれしプリズム篇」(MAKING STYLE #1)       |      |            |
| 4. | 「輝きのシンパシー編」(MAKING STYLE #2)       |      |            |
| 5. | 「Prism Sympathy (Non-Telop)」(CM STYLE)      |      |            |

## チャート
| チャート（2013年）                | 最高位 |
| --------------------------------- | ------ |
| オリコン                          | 26     |
| Billboard JAPAN Hot Singles Sales | 28     |
| Billboard JAPAN Hot Animation     | 20     |

## 収録アルバム
| 曲名                                                    | 収録アルバム              | 発売日         |
| ------------------------------------------------------- | ------------------------- | -------------- |
| Prism Sympathy                                          | 『THE SUPERNOVA STRIKES』 | 2014年11月26日 |
| ツナグキズナ･ツツムコドク                               | 『THE SUPERNOVA STRIKES』 | 2014年11月26日 |
| Brand-new Style!! 〜魔法みたいなShow time〜（Step Two） | 『THE SUPERNOVA STRIKES』 | 2014年11月26日 |